# 마팔다
마팔다(이탈리아어: Mafalda)는 이탈리아 몰리세주 캄포바소도의 코무네다. 캄포바소로부터 북쪽 45km 거리에 있다.